# 그레이시 싱
그레이시 싱(힌디어: ग्रेसी सिंह, 영어: Gracy Singh, 1980년 7월 20일 ~ )은 인도의 배우, 성우이다.

## 출연 작품
- 문나 형님, 의대에 가다 (2003)
- 라가안 (2001)